# Dociostaurus crassiusculus
Dociostaurus crassiusculus är en insektsart som först beskrevs av Pantel 1886.  Dociostaurus crassiusculus ingår i släktet Dociostaurus och familjen gräshoppor.

## Underarter
Arten delas in i följande underarter:
- D. c. crassiusculus
- D. c. aurantipes
- D. c. nigrogeniculatus